# Кур'їнське сільське поселення (Красногорський район)
Ку́р'їнське сільське поселення — муніципальне утворення в складі Красногорського району Удмуртії, Росія. Адміністративний центр — село Кур'я.
Населення — 525 осіб (2015; 562 в 2012, 566 в 2010).
До складу поселення входять такі населені пункти:
| Населений пункт         | Населення, осіб (2010) | Населення, осіб (2012) |
| ----------------------- | ---------------------- | ---------------------- |
| Ботаніха, присілок      | 94                     | 92                     |
| Бухма, присілок         | 14                     | 10                     |
| Великий Полом, присілок | 12                     | 12                     |
| Кур'я, село             | 446                    | 448                    |
| Малі Чуваші, присілок   | 0                      | 0                      |